# Drapelul Nepalului

Drapelul Nepalului

Drapelul Nepalului este singurul drapel non-patrulater din lume care are rol atât ca drapel de stat, cât și ca drapel civil al unei națiuni suverane. Drapelul este o combinație simplificată din două penoane singure, cunoscut ca dublu penon. Roșul crimson reprezintă simbolul vitejiei și, de asemenea, culoarea rododendronului, floarea națională a Nepalului, în timp ce marginea albastră reprezintă culoarea păcii. Până în 1962, emblemele drapelului, soarele și semilună, aveau fețe umane, dar au fost eliminate pentru a moderniza drapelul.
Steagul actual a fost adoptat la 16 decembrie 1962, odată cu formarea unui nou guvern constituțional. Împrumută de la drapelul original, designul tradițional, folosit de-a lungul secolelor al XIX-lea și al XX-lea, și este o combinație a celor două penoane individuale utilizate de ramurile rivale ale dinastiei conducătoare.

## Simbolism
După ce Prithvi Narayan Shah a unit toate principatele mici ale Nepalului, a fost adoptat steagul cu două penoane. În timpurile moderne, simbolismul drapelului a evoluat pentru a include mai multe sensuri. Roșul indică vitejia poporului nepalez și este culoarea națională a țării, iar marginea albastră reprezintă pacea și armonia. Culorile se găsesc adesea în decorațiunile și operele de artă din Nepal. [2] O teorie este că cele două puncte au reprezentat pacea și munca grea, folosind simbolurile lunii și respectiv al soarelui. Cu toate acestea, reprezentarea modernă și aprobată de guvern este cea a hinduismului și a budismului, principalele religii ale țării.
Includerea corpurilor cerești indică permanența Nepalului și speranța că Nepalul se va bucura de aceeași longevitate ca Soarele și Luna. În plus, luna stilizată reprezintă comportamentul calm și puritatea spiritului poporului nepalez, în timp ce soarele stilizat reprezintă rezolvarea lor aprigă . Mai mult, luna simbolizează, de asemenea, vremea răcoroasă din Himalaya, în timp ce soarele simbolizează căldura și temperatura ridicată a câmpiilor nepaleze (Terai).
În timpurile străvechi, toate steagurile erau triunghiulare în subcontinentul indian. Nepalul și-a menținut pur și simplu tradiția străveche, în timp ce toate celelalte state au adoptat o versiune occidentală dreptunghiulară sau pătrată. Steagurile triunghiulare au fost folosite relativ recent în statele Nagpur, Kurundwad, etc.

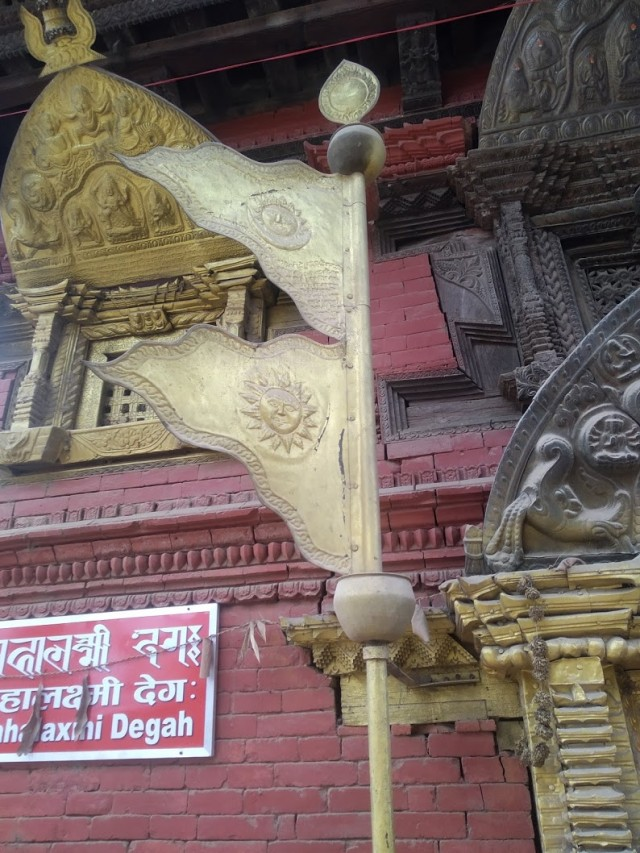
Forma metalică a unei versiuni anterioare a drapelului național

## Dispunerea steagului
O descriere geometrică precisă a pavilionului național nepalez este specificată în Constituția Regatului Nepalului, articolul 5, anexa 1, adoptat la 9 noiembrie 1990.

## Raportul aspectului
Când este construit conform legii construcției geometrice, raportul dintre înălțimea steagului și cea mai lungă lățime este un număr irațional:
{\displaystyle 1:{\frac {6136891429688-306253616715{\sqrt {2}}-{\sqrt {118-48{\sqrt {2}}}}\left(934861968+20332617192{\sqrt {2}}\right)}{4506606337686}}}
≈ 1:1.21901033… (A230582). Acest raport este rădăcina cea mai mică a polinomului de gradul patru [10]
{\displaystyle 243356742235044r^{4}-1325568548812608r^{3}+2700899847521244r^{2}-2439951444086880r+824634725389225,}
și apare din adăugarea marginii albastre după construirea câmpului roșu. Dreptunghiul de delimitare al câmpului roșu are raportul aspectului 3:4 (=1:1.333…).